# نیمتشیتشکی (ناحیه برنو-تسوونتری)
نیمتشیتشکی (به چکی: Němčičky) یک منطقهٔ مسکونی در جمهوری چک است که در ناحیه برنو-تسوونتری واقع شده‌است. نیمتشیتشکی ۴٫۵۷ کیلومتر مربع مساحت و ۳۱۲ نفر جمعیت دارد و ۱۹۰ متر بالاتر از سطح دریا واقع شده‌است.